# 善福寺 (草加市)
善福寺（ぜんぷくじ）は、埼玉県草加市にある真言宗豊山派の寺院。

## 歴史
創建年代は不明であるが、1750年（寛延3年）寂の祐舜が中興していることから、江戸時代中期までには既に存在していたものと推測される。
1932年（昭和7年）、国道4号線（現在は埼玉県道49号線に降格）の工事のため、一部の境内が削られている。1940年（昭和15年）、これまで西新井大師の総持寺の末寺であったが、同宗派総本山の長谷寺に変更した。

## 交通アクセス
- 谷塚駅より徒歩4分（経路案内）。